# Margance (Vranje)
Pour les articles homonymes, voir Margance.
Margance (en serbe cyrillique : Марганце) est un village de Serbie situé sur le territoire de la Ville de Vranje, district de Pčinja. Au recensement de 2011, il comptait 8 habitants.

## Démographie
| 1948 | 1953 | 1961 | 1971 | 1981 | 1991 | 2002 | 2011 |
| ---- | ---- | ---- | ---- | ---- | ---- | ---- | ---- |
| 137  | 128  | 114  | 109  | 68   | 38   | 20   | 8    |

|  |